# Percy Hurd

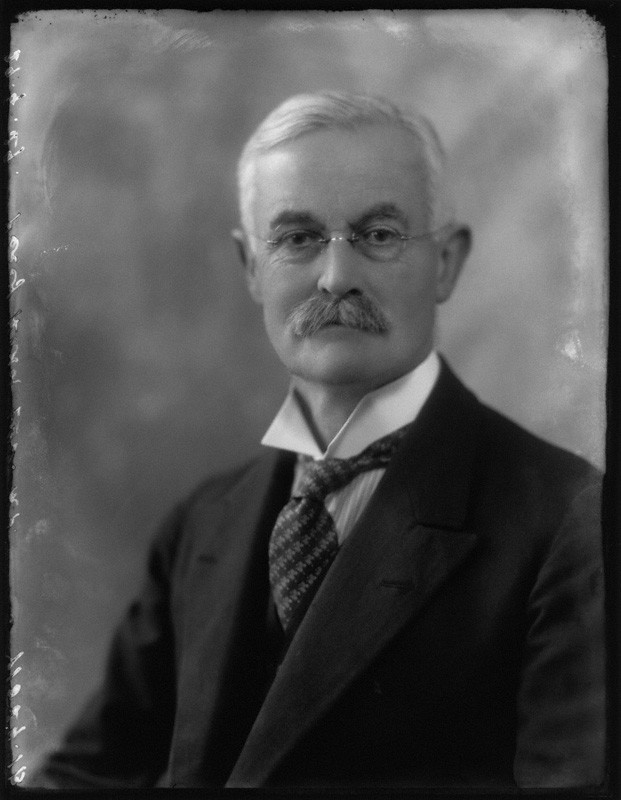
Sir Percy Angier Hurd (1929)

Percy Hurd (* 18. Mai 1864; † 5. Juni 1950) war ein britischer Politiker der Conservative Party.
Hurd war 27 Jahre lang Abgeordneter des House of Commons.
Sein Enkel ist der ehemalige britische Außenminister Douglas Hurd.